# Bhrikuti Devi
Bhrikuti Devi (chữ Phạn: भृकुटी), được người Tạng biết tới như là Belmoza Tritsün (chữ Tạng: བལ་མོ་བཟ་ཁྲི་བཙུན་, Phu nhân Nepal) , hay ngắn gọn là Tritsün (Phu nhân), là công chúa vương quốc Licchavi, người vợ đầu tiên và là Hoàng hậu của Songtsen Gampo, Tán Phổ đầu tiên của Đế quốc Thổ Phồn, đồng thời bà cũng được xem là hóa thân của Đa La Bồ Tát .

## Truyền thuyết

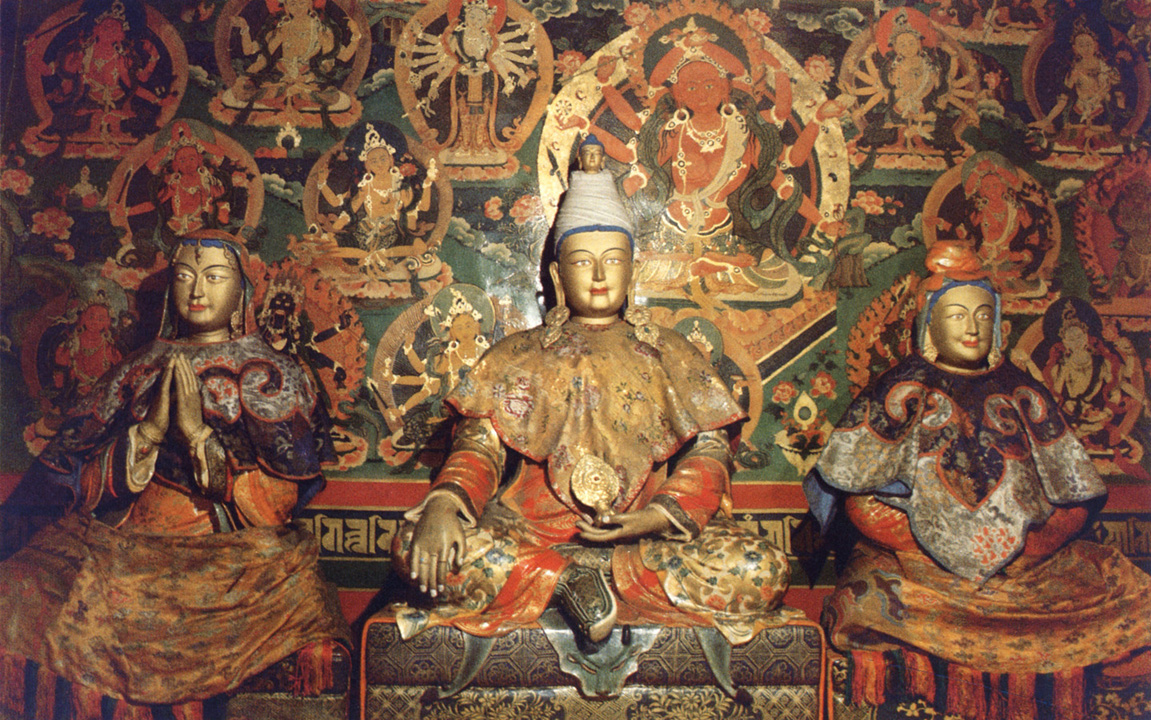
Songtsen Gampo (giữa) Văn Thành công chúa (phải) and Bhrikuti Devi (trái).

Tuy không có tư liệu lịch sử nào về Bhrikuti Devi, cũng như việc bà không hề được nhắc đến trong các tài liệu khai quật được tại Đôn Hoàng, nhưng "ngày càng có nhiều dấu hiệu ủng hộ sự tồn tại của bà" . Quan hệ giữa Thổ Phồn và Nepal thời gian này là rất thân cận, và "không thể sử dụng cách giải thích thần thoại để miêu tả một cuộc hôn nhân lịch sử như vậy..." .
Nhiều nguồn tiếng Tạng cho rằng Bhrikuti là con gái của vua Amshuverma (605-621), người đồng cai trị và sau này kế vị vua Śivadeva I. Nếu giả thuyết này là đúng, thì cuộc hôn nhân với Songtsen Gampo phải diễn ra trước năm 624 . Tuy nhiên, cũng có thuyết nói rằng Songtsen Gampo kết hôn vớ Bhrikuti vào năm 632 .
Theo một vài truyền thuyết Tạng, một vị vua Nepal là "Udayavarman" có một người con gái tên là Bhrikuti . "Udayavarman" có thể chính là vua Udayadeva, con trai của vua Śivadeva I, sau này được vua Amshuverma nhận làm con nuôi và trở thành thái tử. Ông cũng được xem là cha của vua Narendradeva . Nếu điều này là đúng thì Narendradeva và Bhrikuti là anh em ruột.
Có một vài thông tin lịch sử về Narendradeva. Trong Cựu Đường thư chép rằng khi vua Nepal  cha của Narendradeva qua đời, một người chú là Vishnagupta đã chiếm lấy vương vị . Người Tạng đã cho Narendradeva tới tị nạn và sau đó giúp ông trở lại ngai vàng vào năm 641, đó là cái cách mà Licchavi đã trở thành thuộc quốc của Thổ Phồn . Theo giả thuyết này thì Bhrikuti kết hôn với Songtsen Gampo vào khoảng thời gian Narendradeva chạy trốn tới Thổ Phồn (khoảng 621), do cuộc đảo chính của Dhruvadeva diễn ra vào năm 623 theo một bia đá khắc .

## Tại Thổ Phồn
Cuốn sách lịch sử tiếng Tạng truyền thống và lâu đời nhất Wazhé (དབའ་བཞེད) chép lại rằng:
"Trong thời kỳ Tri Songtsen trị vì, sau cuộc hôn nhân với Tritsün, con gái của vua Nepal, Chùa Tsulag Khang tại Rasa (Lhasa ngày nay) đã được xây dựng. Cùng với đó là lệnh khởi công bốn mưới hai ngôi đền chùa khác. Thonmi Sambhota được gửi đến Ấn Độ để học tập và tạo bảng chữ cái..." .
Theo truyền thống Tạng, Bhrikuti là một người rất sùng đạo Phật, bà đã đưa nhiều hình tượng linh thiêng và thợ thủ công đi cùng như là của hồi môn. Cung điện Marpori Phodrang tại Lhasa (sau này được xây dựng lại thành cung điện Potala bởi Dalai Lama thứ 5) đã được xây dựng bởi những người thợ Nepal theo yêu cầu của bà. Bà cũng cho tạc nhiều bức tượng Phật giáo, trong đó nổi tiếng có tượng Quán Thế Âm Bồ Tát  đặt tại chùa Ramoche (Tiểu Chiêu) tại Lhasa. Tuy nhiên dường như bức tượng này không còn nguyên gốc do ngôi chùa đã bị phá hủy ít nhất hai lần, lần đầu tiên trong cuộc xâm lược của Đế quốc Mông Cổ và một lần vào những năm 1960. Nhiều nguồn cho rằng nửa dưới của bức tượng đã được tìm thấy tại một bãi rác ở Lhasa còn nửa trên được tìm thấy tại Bắc Kinh. Sau đó hai phần được ghép lại với nhau và được đặt giữa tám bức tượng Bồ Tát .
Songtsen Gampo và Bhrikuti tại trung tâm Lhasa đã xây dựng ngôi chùa vĩ đại Tsulag Khang (ngôi nhà trí tuệ), sau đổi thành Jokhang (ngôi nhà thần thánh), còn được gọi là chùa Đại Chiêu , đây được xem như là ngôi chùa linh thiêng nhất tại Tạng. Họ cũng chuyển thủ phủ hành chính của người Tạng từ thung lũng Yarlung tới cung điện Marpori tại Lhasa .
Người Tạng xem Bhrikuti như hóa thân của Lục Độ Mẫu. Một người vợ khác của Songtsen Gampo là Văn Thành công chúa nhà Đường được xem như hóa thân của Bạch Độ Mẫu. Từ khi tới Thổ Phồn vào năm 641, Văn Thành công chúa cùng Bhrikuti Devi đã cùng nhau xây dựng nhiều đền chùa và phát triển Phật giáo tại Tạng.

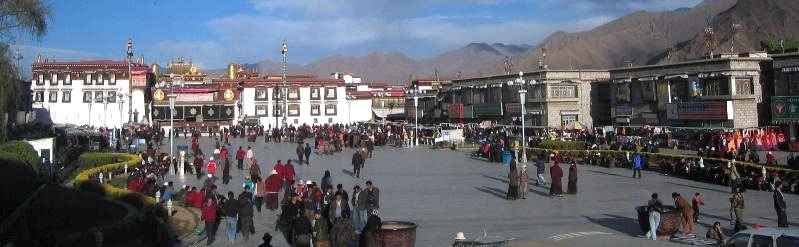
Jokhang (Chùa Đại Chiêu) ngày nay.